# Stazione di Clermont-Ferrand
La stazione di Clermont-Ferrand (in francese Gare de Clermont-Ferrand) è la principale stazione ferroviaria di Clermont-Ferrand, Francia.